# 11225 Borden
A 11225 Borden (ideiglenes jelöléssel 1999 JD36) a Naprendszer kisbolygóövében található aszteroida. A LINEAR projekt keretében fedezték fel 1999. május 10-én.